# Temple Caoxi de Anning
Le temple Caoxi de Anning (chinois : 曹溪寺 ; pinyin : cáoxī sì ; litt. « temple du ruisseau Cao ») est un temple situé sur la ville-district de Anning, ville-préfecture de Kunming, capitale de la province du Yunnan, en République populaire de Chine.
Ce temple protégé das la sixième liste des sites historiques et culturels majeurs protégés au niveau national, en 2006.

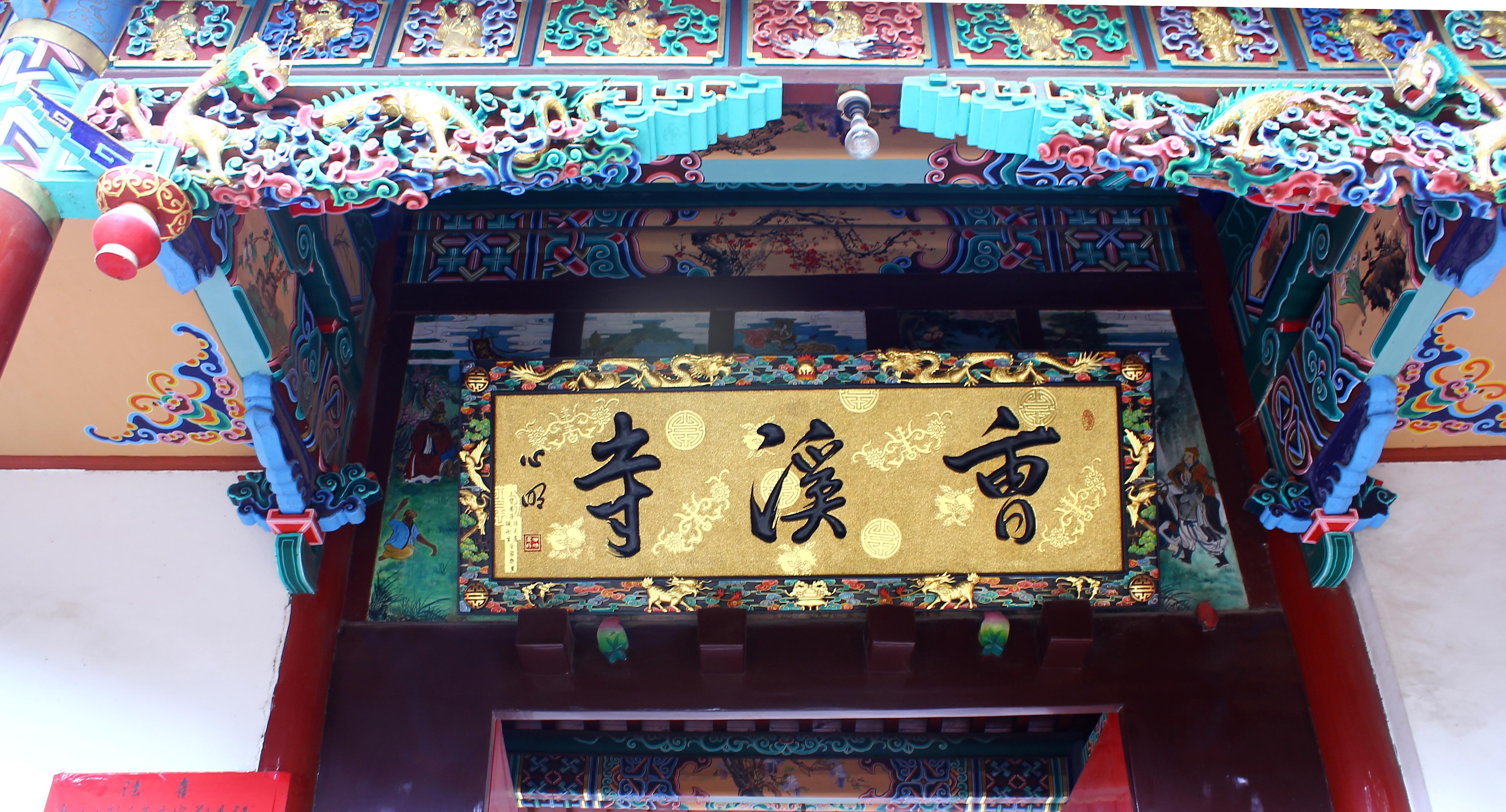
pancarte du temple